# Fontaine-Raoul
Fontaine-Raoul é uma comuna francesa na região administrativa do Centro, no departamento Loir-et-Cher. Estende-se por uma área de 22,25 km². Em 2010 a comuna tinha 238 habitantes (densidade: 10,7 hab./km²).